# Måskaure
Måskaure är en sjö i Jokkmokks kommun i Lappland och ingår i Luleälvens huvudavrinningsområde. Sjön har en area på 0,983 kvadratkilometer och ligger 210,1 meter över havet. Måskaure ligger i Görjeån Natura 2000-område. Sjön avvattnas av vattendraget Görjeån.

## Delavrinningsområde
Måskaure ingår i det delavrinningsområde (737318-169654) som SMHI kallar för Utloppet av Måskaure. Medelhöjden är 292 meter över havet och ytan är 48,44 kvadratkilometer. Räknas de 13 avrinningsområdena uppströms in blir den ackumulerade arean 169,03 kvadratkilometer. Görjeån som avvattnar avrinningsområdet har biflödesordning 2, vilket innebär att vattnet flödar genom totalt 2 vattendrag innan det når havet efter 150 kilometer. Avrinningsområdet består mestadels av skog (75 procent) och sankmarker (13 procent). Avrinningsområdet har 1,22 kvadratkilometer vattenytor vilket ger det en sjöprocent på 2,5 procent.